# Campomorone
Campomorone là một đô thị ở tỉnh Genova thuộc vùng Liguria, nằm ở vị trí cách khoảng 10 km về phía tây bắc của Genova. Tại thời điểm ngày 31 tháng 12 năm 2004, đô thị này có dân số 7.536 người và diện tích là 26,1 km².
Đô thị Campomorone có các frazioni (đơn vị cấp dưới, chủ yếu là thôn làng) Isoverde, Cravasco, Gallaneto, Santo Stefano di Larvego, Gazzolo, Langasco, và Pietralavezzara.
Campomorone giáp các đô thị sau: Bosio, Ceranesi, Fraconalto, Genova, Mignanego, và Voltaggio.